# Edmond Budina
Edmond Janaq Budina (ur. 21 marca 1952 w Tiranie) – albański aktor i reżyser, brat Roberta Budiny. 

## Życiorys
Urodził się w Tiranie, ale w 1962 przeniósł się wraz z rodziną do Korczy, gdzie ukończył szkołę średnią. Studiował na wydziale dramatu Instytutu Sztuk w Tiranie. Studia ukończył w 1974 i  rozpoczął pracę jako aktor w stołecznym Teatrze Ludowym (alb. Teatri Popullor), a w latach 1980–1992 także jako wykładowca Instytutu Sztuk. W 1990 zadebiutował na tej scenie w roli reżysera sztuki Nate me hene, na podstawie prozy Ismaila Kadare. W sierpniu 1990 uczestniczył w spotkaniu intelektualistów i studentów z Ramizem Alią w stołecznym Pałacu Brygad, które miało rozpocząć albańską transformację ustrojową. Należał do grona założycieli Demokratycznej Partii Albanii. W wyborach parlamentarnych 1991 kandydował z listy DPA, ale nie uzyskał mandatu.
Na dużym ekranie zadebiutował epizodyczną rolą partyzanta w filmie fabularnym Dollia e dasmës sime. Zagrał potem jeszcze osiem ról filmowych. W 1992 wraz z rodziną wyemigrował z kraju i zamieszkał we włoskim mieście Bassano del Grappa. Współpracował z Ermano Olmim przy realizacji filmów dokumentalnych. W 2003 wyreżyserował we Włoszech film Lettere al vento, w którym wystąpiła czołówka aktorów albańskich, a w 2011 film komediowy – Ballkan pazar. Jest także autorem kilku filmów dokumentalnych (Guardando al Ritorno, Domenica delle Palme), w których przedstawia losy emigrantów, żyjących we Włoszech. W popularnej włoskiej operze mydlanej Un posto al sole wystąpił w roli Petrita Reki. W 2018 wyreżyserowany przez Budinę film Te thyer zdobył główną nagrodę na Festiwalu Filmowym w Salerno. Kieruje studiem filmowym A.B Film.
W 2020 brał udział w protestach antyrządowych przeciwko zburzeniu siedziby Teatru Narodowego w Tiranie.

## Role filmowe
- 1978: Dollia e dasmës sime jako partyzant
- 1978: Vajzat me kordele të kuqe jako Andrea
- 1979: Ballë për ballë jako rosyjski komendant
- 1980: Nusja jako Bali, narzeczony
- 1984: Koha nuk pret jako Spiro
- 1984: Vendimi jako Kreshnik
- 1988: Flutura në kabinën time jako lekarz
- 1989: Muri i gjallë jako Brenku
- 1989: Inxhinieri i minierës jako Destan
- 2003: Lettere al vento jako Niko
- 2005: Lulebore jako ojciec
- 2006: Eccezzziunale veramente - Capitolo secondo... me jako Macescu
- 2011: Ballkan pazar jako ksiądz
- 2011: Un posto al sole jako Petrit, ojciec Niko
- 2014: Fuori mira jako Fatih
- 2015: Contromano (krótkometrażowy)
- 2017: Broken
- 2020: Sisters by choice jako Pietro

## Publikacje
- Edmond Budina: Kokëmushkat. Tirana: UET Press, 2021. ISBN 978-9928-320-44-5. (alb.). Brak numerów stron w książce